# سخنرانی ولادیمیر پوتین در مونیخ (۲۰۰۷)

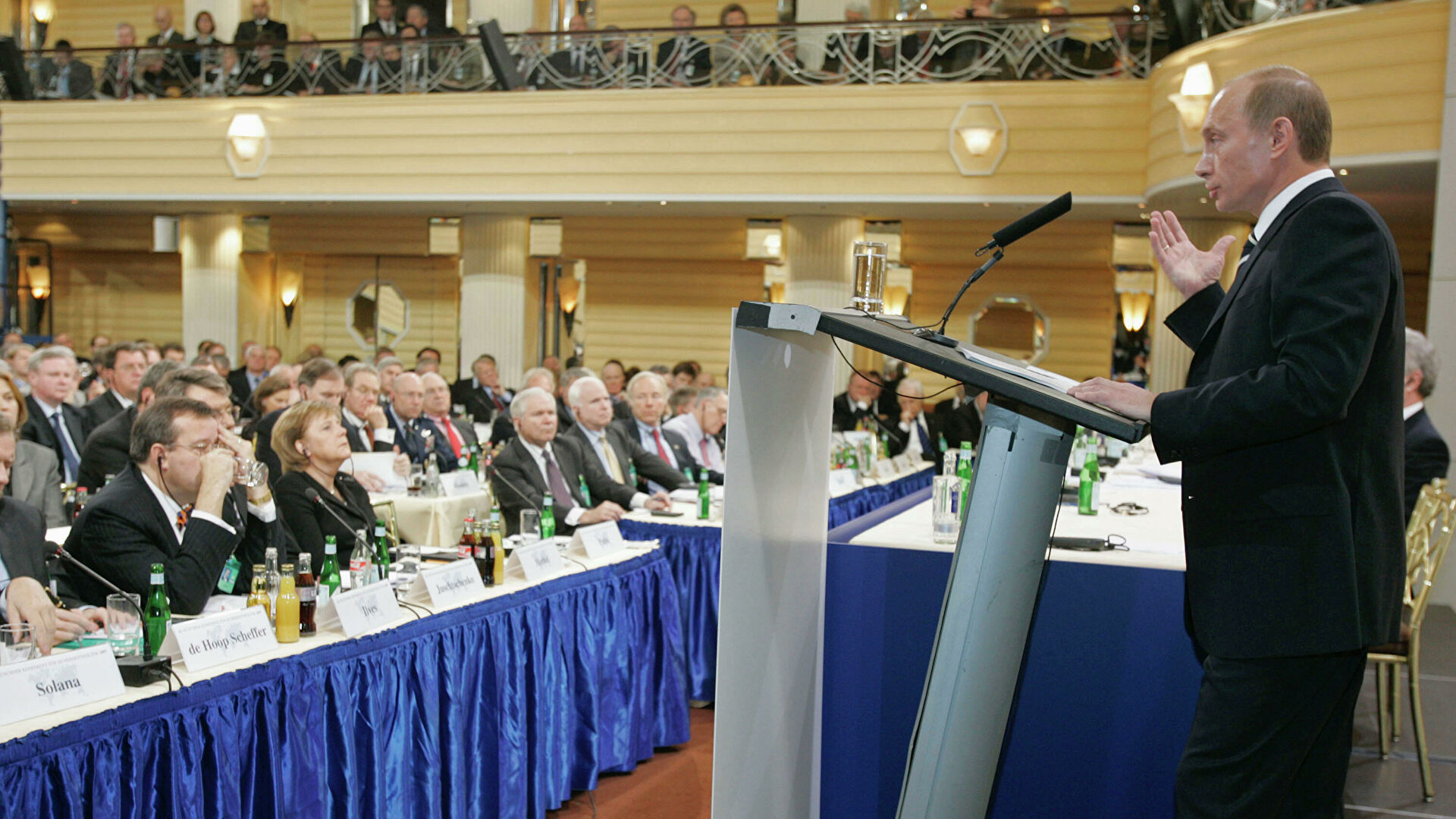
پوتین سخنرانی مونیخ را با هیئت ایالات متحده به رهبری سناتور جان مک کین و وزیر دفاع رابرت گیتس که در پس زمینه آن را تماشا می‌کنند، سخنرانی می‌کند.

سخنرانی مونیخ ۲۰۰۷، توسط ولادیمیر پوتین رئیس‌جمهور روسیه در آلمان در ۱۰ فوریه ۲۰۰۷ در کنفرانس امنیتی مونیخ گفته شد. این سخنرانی نکات قابل توجهی از سیاست‌های آینده روسیه را که توسط پوتین هدایت می‌شود بیان کرد.

## خلاصه
پوتین از آنچه که تسلط انحصاری ایالات متحده در روابط جهانی و «استفاده تقریباً بی حد و حصر از زور در روابط بین‌الملل» نامید، انتقاد کرد. این سخنرانی به ویژه در روسیه مشهور شد. به عنوان سخنرانی مونیخ. وی نتیجه چنین تسلطی را این بود که
[…] هیچ‌کس احساس امنیت نمی‌کند! زیرا هیچ‌کس نمی‌تواند احساس کند که قوانین بین‌المللی مانند یک دیوار سنگی است که از آنها محافظت می‌کند. البته چنین سیاستی یک مسابقه تسلیحاتی را تحریک می‌کند.
پوتین سخنرانی سال ۱۹۹۰ مانفردو ورنر را برای حمایت از موضع او مبنی بر اینکه ناتو قول داده‌است به کشورهای جدید در اروپای شرقی گسترش ندهد، نقل کرد:
[ورنر] در آن زمان گفت: «این واقعیت که ما آماده‌ایم ارتش ناتو را خارج از خاک آلمان مستقر نکنیم، به اتحاد جماهیر شوروی تضمین امنیتی محکمی می‌دهد». این تضمین‌ها کجاست؟
اگرچه ناتو هنوز یک سال با دعوت از اوکراین و گرجستان برای عضویت در ناتو در سال ۲۰۰۸ فاصله داشت، پوتین تأکید کرد که روسیه چگونه گسترش به سمت شرق را به عنوان یک تهدید درک می‌کند:
من فکر می‌کنم بدیهی است که گسترش ناتو هیچ ارتباطی با مدرنیزه کردن خود ائتلاف یا تضمین امنیت در اروپا ندارد. برعکس، این یک تحریک جدی است که سطح اعتماد متقابل را کاهش می‌دهد. و ما حق داریم بپرسیم: این گسترش علیه چه کسی است؟
پوتین همچنین علناً با طرح‌های سپر موشکی ایالات متحده در اروپا مخالفت کرد و در ۷ ژوئن ۲۰۰۷ پیشنهاد متقابلی را به رئیس‌جمهور وقت آمریکا جورج دبلیو بوش ارائه کرد که رد شد. روسیه در ۱۱ دسامبر ۲۰۰۷ مشارکت خود در معاهده نیروهای مسلح متعارف در اروپا را به حالت تعلیق درآورد زیرا:
هفت سال می‌گذرد و تنها چهار ایالت، از جمله فدراسیون روسیه، این سند را تصویب کرده‌اند.

## واکنش

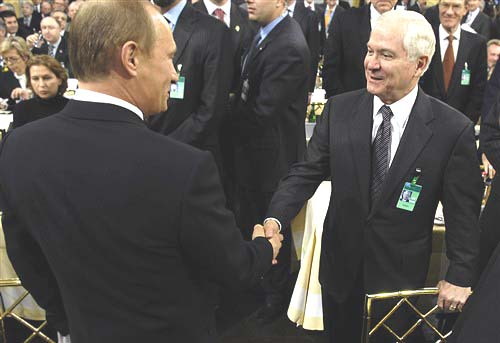
دست دادن پوتین و رابرت گیتس

در پاسخ، یاپ دی هوپ شفر، دبیر سابق ناتو آن را «ناامیدکننده و مفید» خواند. ماه‌های پس از سخنرانی مونیخ با تنش و افزایش لفاظی‌ها در هر دو سوی اقیانوس اطلس مشخص شد، هرچند مقامات روسی و آمریکایی، ایده جنگ سرد جدید را انکار کردند.
مؤسسه روابط بین‌الملل لهستان، نقل قول پوتین از سخنرانی مانفرد ورنر را فاقد زمینه مناسب توصیف کرده و بیان کرده‌است که سخنرانی ورنر «در واقع فقط مربوط به عدم استقرار نیروهای ناتو در خاک آلمان شرقی پس از اتحاد مجدد بود.»

## بقایا
در آستانه و پس از آغاز تهاجم روسیه به اوکراین در سال ۲۰۲۲، این سخنرانی دوباره مورد بازبینی قرار گرفت و برخی از مفسران استدلال کردند که آن لحظه افشاگری از نیات بعدی پوتین است. به گفته اندرو آ. میشتا، رهبران غربی در سال ۲۰۰۷ نتوانستند این سخنرانی را به رسمیت بشناسند که «به منزله اعلام جنگ علیه غرب بود.» دیگر مفسران، مانند جان میرشایمر و استفان اف. کوهن.

## پیگیری‌ها
پوتین بعداً سخنرانی‌های دیگری انجام داد که ادامه سخنرانی مونیخ نامیده شد. این شامل:
- سخنرانی والدای ۲۰۱۳ ولادیمیر پوتین در سوچی در ۱۹ سپتامبر ۲۰۱۳
- سخنرانی کریمه ولادیمیر پوتین در مجلس فدرال روسیه در ۱۸ مارس ۲۰۱۴
- سخنرانی والدای ۲۰۱۴ ولادیمیر پوتین در سوچی در ۲۴ اکتبر ۲۰۱۴
- سخنرانی سال ۲۰۱۵ مجمع عمومی سازمان ملل متحد ولادیمیر پوتین در نیویورک در ۲۸ سپتامبر ۲۰۱۵ ("از من خواسته می‌شود از کسانی که این وضعیت را ایجاد کردند بپرسم: آیا حداقل اکنون متوجه می‌شوید که چه کرده‌اید؟")[۱۵]